# Џон Пенкоу
Џон Пенкоу (енгл. John Pankow; рођен 28. априла 1954. у Сент Луису, Мисури), амерички је позоришни, филмски и ТВ глумац.